# Ireneusz Garłowski
Ireneusz Garłowski (ur. 2 stycznia 1953) – polski piłkarz, mistrz Polski w barwach Śląska Wrocław (1977), prawy obrońca.

## Kariera sportowa
Jest wychowankiem Bielawianki, od 1968 grał w Górniku Wałbrzych, w 1973 przeszedł do Śląska Wrocław, w którego barwach zagrał w 76 spotkaniach, zdobywając brązowy medal mistrzostw Polski w 1975, Puchar Polski w 1976, mistrzostwo Polski w 1977. Odszedł z klubu po sezonie 1977/1978. W latach 80. był zawodnikiem wrocławskiego klubu Pafawag.
Jego bratem był piłkarz Zygmunt Garłowski. Razem występowali w Bielawiance, Górniku i Śląsku Wrocław.